# Municipio de Tamalín
El municipio de Tamalín es uno de los 212 municipios en que se encuentra dividido el estado mexicano de Veracruz de Ignacio de la Llave. Su cabecera es la población del mismo nombre.

## Geografía
El municipio se encuentra localizado en el norte del territorio del estado de Veracruz, en la región de la Huasteca Alta y en las costas de la Laguna de Tamiahua. Tiene una extensión territorial de 401.023 kilómetros cuadrados que representan el 0.55% de la extensión total de Veracruz. Sus coordenadas geográficas extremas son 21°19′ - 21°37′ de latitud norte y 97°31′ - 97°50′ de longitud oeste, y su altitud va de un mínimo de 10 a un máximo de 300 metros sobre el nivel del mar.
Territorialmente, el municipio de Tamalín es discontinuo, se encuentra conformado por cuatro sectores diferentes separados por el territorio de otros municipios, principalmente por el municipio de Tantima. La cabecera municipal, Tamalín, se encuentra ubicada en el sector más al suroeste, rodeado al norte y oeste por el municipio de Tantima, al sur por el municipio de Tancoco y al este al municipio de Naranjos Amatlán; una segunda sección se encuentra al noroeste de la primera, la circunda al este, norte, oeste y sur con Tantima y al sureste con el municipio de Chinampa de Gorostiza; el tercer sector, que es el territorialmente más extenso, se encuentra directamente al norte del segundo, lo rodea el norte y al noroeste con el municipio de Ozuluama de Mascareñas, y al oeste y sur con el municipio de Tantima, al este tiene una extensa costa en la laguna de Tamiahua con límites marítimos en ella hasta formar un vértice junto a la isla del Toro en el centro de la misma; finalmente, la cuarta sección se encuentra al sureste de la tercera, separada de ella por un sector de costa de Tantima en la laguna de Tamiahua y se encuentra rodeada al oeste por Tantima, al suroeste con el municipio de Chinampa de Gorostiza y al sureste y este con el municipio de Tamiahua.

## Demografía
De acuerdo a los resultados del Censo de Población y Vivienda de 2020 realizado por el Instituto Nacional de Estadística y Geografía, la población total del municipio de Tamalín asciende a 11 631 personas, de las que 5 810 son mujeres y 5 821 son hombres.
La densidad poblacional es de 27.96 habitantes por kilómetro cuadrado.

### Localidades
El municipio incluye en su territorio un total de 124 localidades. Las principales, considerando su población del censo de 2020 son:
| Localidad       | Población |
| Total Municipio | 11 611    |
| Tamalín         | 5 595     |
| Saladero        | 1 103     |
| Carmona y Valle | 693       |
| Mamey La Mar    | 608       |
| Palmarillo      | 347       |

## Política

### Representación legislativa
Para la elección de diputados locales al Congreso de Veracruz y de diputados federales a la Cámara de Diputados federal, el municipio de Tamalín se encuentra integrado en los siguientes distritos electorales:
Local:
- Distrito electoral local de 1 de Veracruz con cabecera en Pánuco.[4]

Federal:
- Distrito electoral federal 1 de Veracruz con cabecera en Pánuco.[5]